# Улица Калинина (Минск)
Улица Калинина (бел. Вуліца Калініна) — улица в Первомайском районе Минска, названная в честь М. И. Калинина в 1946 году. До этого называлась Мапровской. В 2020 году некоторые минчане предлагали переименовать её в улицу Быкова, но безрезультатно. Тянется от одноименной площади до улицы Якуба Коласа, 1,1 км. Преобладающая застройка: 5-этажные жилые дома и 2-этажные малосемейные дома барачного типа. Среди социально значимых объектов: гимназия № 18 (бывшая СОШ № 49) и СОШ № 73.